# Sibbertoft
Sibbertoft – wieś w Anglii, w hrabstwie Northamptonshire, w dystrykcie (unitary authority) West Northamptonshire. Leży 24 km na północ od miasta Northampton i 119 km na północny zachód od Londynu. Miejscowość liczy 343 mieszkańców.